# Festa dell'uva (Solopaca)
La festa dell'uva di Solopaca è una delle tradizionali sagre dell'uva. Si svolge a Solopaca, centro dell'area vitivinicola degli omonimi vini DOC, che comprende dodici comuni in provincia di Benevento per una popolazione di circa 40 000 abitanti.
Il termine indica sia l'insieme delle manifestazioni della settimana che precede e segue l'evento, sia il solo evento culminante della "sfilata folcloristica dei carri allegorici dell'uva", artisticamente addobbati con milioni di chicchi d'uva bianca e nera, preceduta dal corteo storico evocativo dei Ceva-Grimaldi, famiglia ducale di origini piemontesi e genovesi.
Dagli anni '80 tale evento cade nella seconda domenica di settembre, ed è patrocinato da:
- Comune di Solopaca
- Cantina sociale di Solopaca
- Provincia di Benevento
- Regione Campania.

## Origine settecentesca della festa
L'origine ha carattere religioso propiziatorio nelle tradizioni della viticultura antica, risalente alla spiritualità cristiana del XVIII secolo, quando una confraternita, devota della Madonna Addolorata, organizzava in occasione della vendemmia una raccolta di doni di generi agricoli in grossi cesti, trasportati su carri trainati da buoi, fino alla centrale piazza Vittoria, dov'erano venduti in pubblica asta.

Il ricavato dell'asta finanziava attività religiose della stessa confraternita.
Ma la festa, per ignote ragioni, cadde in desuetudine, e se ne perdono le tracce nel XIX secolo.

## La festa moderna dal 1979
La manifestazione è stata ripresa nel 1979, per iniziativa di un comitato festa, poi confluito nella locale Pro Loco. Elemento fondamentale della sfilata sono i carri allegorici addobbati con chicchi di uva bianca e nera nelle botteghe rionali, allestiti in ciascun rione sotto la direzione di un cosiddetto "maestro carraiolo".

## Organizzatori
La festa attualmente è organizzata da un comitato composto dal Comune di Solopaca, dalla Pro loco, dalla cooperativa agricola Cantina sociale di Solopaca, e dalla Associazione Maestri Carraioli. La sede organizzativa è la sede della pro loco, sita nelle stanze al pian terreno del Palazzo ducale, edificato dai Ceva Grimaldi tra il 1672 e il 1682.

### La sfilata dei carri

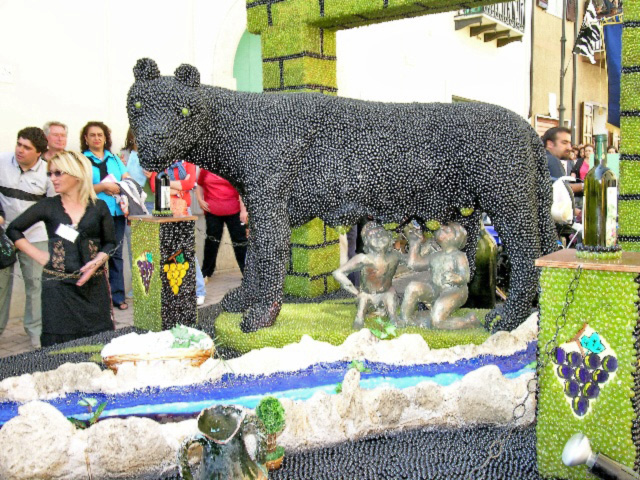
Un carro raffigurante la lupa capitolina

Il tema della sfilata dei carri allegorici varia ogni anno, spaziando dalla attualità, alla fantasia, alla satira.
Una giuria popolare, ed una tecnica, assegnano differenti premi ai carri vincitori. i rioni "Telesini", "Bebiana" e "Fonzi" sono tra i più premiati, essi sono stati i detentori del Palio che viene assegnato al rione o alla bottega allestitrice che si aggiudica il primo premio per tre anni di fila.

### Festa di rioni e di comuni in Valle Telesina
Per tradizione consolidata tutti i seguenti comuni partecipano alla sfilata dei carri con una delegazione guidata dal sindaco, e con il proprio gonfalone, in quanto rientranti nella area territoriale vitivinicola dei vini doc Solopaca, parte consistente della Valle Telesina.
- comuni con vitigni completamente rientranti nell'area doc Solopaca: Solopaca (che partecipa con 20 rioni), Castelvenere, Guardia Sanframondi e San Lorenzo Maggiore.
- comuni con vitigni parzialmente rientranti nell'area doc Solopaca: Cerreto Sannita, Faicchio, Frasso Telesino, Melizzano, San Lorenzello, San Salvatore Telesino, Telese Terme e Vitulano.

Alcuni prendono parte saltuariamente alla stessa sfilata dei carri allegorici. Il primo a partecipare fu Telese Terme, con le contrade Piana e Sant'Agatella, fin dalla prima edizione della sagra dell'uva (1979), ed il suo carro vinse il primo premio. L'anno successivo (1980) Telese rivinse il primo premio; ma, di nuovo in gara l'anno successivo (1981), non ottenne il primo posto e da allora non ha desiderato riproporre il proprio carro.
Sporadiche e senza premi negli anni le partecipazioni dei confinanti comuni diversi da Solopaca e Telese Terme, che era stato frazione di Solopaca fino al 1934, cioè di Vitulano, Paupisi, della frazione Santo Stefano, Melizzano e Frasso Telesino. Sicché, in diverse assemblee organizzative, si parlò di partecipazione allargata nella Valle Telesina a tutta l'area del Solopaca DOC. Sul finire degli anni '90 tenne banco la proposta di definire una "sfilata di rioni di Solopaca" oppure una "sfilata di comuni del vino doc Solopaca". Ma l'argomento non fu risolto anche a causa di gelosie tra rappresentanti politici locali ed organizzatori della sfilata (ass. maestri carraioli e Pro Loco). Di fatto, dal 2000 è accaduto che solo nell'anno 2009 hanno preso parte alla sfilata carri allestiti in botteghe dei comuni limitrofi: due nel comune di Melizzano ed uno allestito nel comune di Frasso Telesino.

### Elemento religioso
Accanto all'elemento folkloristico persiste quello religioso, vitalizzato dalla statua, fatta interamente con chicchi di uva nera, della Madonna Addolorata che apre la sfilata. Un tempo infatti la festa era di carattere religioso. La sua origine risale al ‘700 quando la Confraternita locale celebrava la festa dell'Addolorata raccogliendo doni, soprattutto uva, trasportati su carri addobbati, per poi essere venduti in un'asta pubblica ai cittadini.

### Il corteo storico dei Duchi Ceva-Grimaldi
Dal 1998 la sfilata dei carri è accompagnata dalla sfilata storica che evoca gesta e personaggi della famiglia Ceva-Grimaldi, che detenne in feudo "Telese e la Terra di Solopaca" (denominazione degli statuti comunali) dal 1574 al 1764.

## La festa dal 2005
Nel 2005 la ultimazione dei lavori di restauro di "Palazzo Cutillo", e la sua disponibilità per sede museale (Museo Eno-gastronomico), hanno apportato innovazioni nella preparazione delle manifestazioni, ferma restando la tradizionale organizzazione delle "Botteghe artigiane" e del "Maestri carraioli"

### Il museo enogastronomico di Solopaca
Il 10 settembre 2005 l'amministrazione comunale di Solopaca
ha inaugurato il MEG (Museo EnoGastronomico), progetto 
integrante la rete museale istituita dalla Provincia di Benevento, e parte delle Oasi del gusto sannite

Nella sede dello storico palazzo Cutillo di piazza Municipio,
il museo accoglie reperti della lavorazione contadina ed una biblioteca di gastronomia, ospita gallerie fotografiche e svolge consulenza nelle manifestazioni culturali collegate alla festa dell'uva.

### Associazione Maestri carraioli
L'Associazione dei Maestri carraioli propone il tema annuale della sfilata e dirige l'allestimento materiale dei carri allegorici. La sua prima incombenza, assolta fin dal mese di luglio, è quella di reperire in ciascun rione i locali da destinare a "Bottega carraiola": solitamente una fattoria ben accessibile alla moltitudine di visitatori per tutto il periodo della lavorazione.
- L'assegnazione del carro al rione che lo richiede avviene tradizionalmente in un'assemblea popolare aperta dove non mancano dibattiti estenuanti, data la rivalità che divide alcuni rioni.
- In origine le tre circoscrizioni amministrative del comune (Capriglia, Piazza e Procusi) allestivano una grossa bottega di lavorazione, aperta a più rioni. Ma con il progressivo ampliarsi dei rioni partecipanti si è arrivati ad un numero variabile fra i 15 ed i 20 assegnatari di carro, ed altrettanti "maestri carraioli" chiamati all'opera.
- Gli abitanti del rione partecipano in luglio ed agosto alle peculiari attività artigiane ed artistiche di fabbricazione ed addobbo.

### Vini doc Solopaca
- Solopaca Aglianico
- Solopaca Falanghina
- Solopaca bianco
- Solopaca rosato
- Solopaca rosso
- Solopaca rosso superiore
- Solopaca spumante